# 柴川林也
柴川 林也（しばかわ りんや、1934年2月15日 - 2022年2月24日 ）は、日本の経営学者。位階勲等は従四位瑞宝中綬章。
一橋大学名誉教授。専門は金融工学。日本経営財務研究学会会長、日本経営学会常務理事、経済学会連合理事等を歴任した。日経・経済図書文化賞受賞。

## 経歴
北海道常呂郡野付牛町（現北見市）生まれ。1952年、北海道北見柏陽高等学校卒業。1956年、小樽商科大学商学部卒業。1958年、一橋大学大学院商学研究科修士課程修了。古川栄一の弟子。1980年、九州大学より経済学博士の学位を取得。
1958年、東京経済大学経済学部助手。コロンビア大学経営大学院留学を経て、1961年、東京経済大経済学部講師。1964年、同助教授。1966年、櫻井信行教授から誘いを受けていた古川栄一の推薦で、青山学院大学経営学部教授に就任。1970年、同教授、1979年、筑波大学社会工学系教授。1988年から1990年まで同大社会工学系長・評議員。1990年、一橋大学商学部教授。1997年、一橋大学を定年退官。1997年、帝京大学経済学部環境ビジネス学科教授就任。2000年、同学部長・学科長。2007年から上武大学大学院経営管理研究科長。
この間、1969年以降日本学術振興会経営問題第108委員会委員、後に同委員長、1991年から1997年まで大学設置・学校法人審議会大学設置分科会専門委員、1992年から1995年まで日本経営財務研究学会会長、1993年にマサチューセッツ工科大学スローン経営大学院客員研究員、1994年から公認会計士第2次試験委員も歴任。
2022年（令和4年）2月24日午後5時2分、肺炎のため茨城県つくば市の病院で死去。88歳没。死没日付で叙従四位。

## 受賞歴
- 日経・経済図書文化賞（1969年）

## 叙位・叙勲
- 瑞宝中綬章（2013年）[6]
- 従四位（2022年（令和4年）2月24日）[5]

## 著書
- 『投資決定論(現代企業財務シリーズ)』（同文館出版, 1969年初版・1979年新版）
- 『財務管理(経営学シリーズ5巻)』（同文館出版, 1977年）

### 共編著
- 『経営財務』村松司叙共著. 槙書店, 1976
- 『経営用語辞典 第2版』古川栄一共編. 東洋経済新報社, 1978.10
- 『経営学演習』編著. 同文館出版, 1978.5
- 『最新経営学基礎講座 5　財務管理』編著 中央経済社, 1985.2
- 『企業経営の国際化戦略』高柳暁共編著. 同文館出版, 1987.11
- 『日本企業の経営国際化』（編著, 中央経済社, 1987年）
- 『資本市場の革新と財務戦略』（編著, 同文舘出版, 1991年）
- 『経営財務と企業評価』編著. 同文館出版, 1996.12
- 『企業行動の国際比較』編著. 中央経済社, 1997.2
- 『経営財務(現代経営学講座) 』（編著, 八千代出版, 2000年）

### 翻訳
- M.G.ライト『投資決定入門 D.C.F.の考え方と手法』中村元一共訳. 東洋経済新報社, 1971
- ヒリヤー, リーバマン『ORの理論と応用』御手洗丈夫共訳. 同文館出版, 1972-74
- C.P.ボニーニ『企業行動のシミュレーション』同文館出版, 1972
- バルーク・レブ『現代財務諸表分析』寺田徳共訳. 東洋経済新報社, 1978.4